# Canoparmelia martinicana
Canoparmelia martinicana är en lavart som först beskrevs av William Nylander och fick sitt nu gällande namn av John Alan Elix och Mason Ellsworth Hale. 
Canoparmelia martinicana ingår i släktet Canoparmelia och familjen Parmeliaceae. Inga underarter finns listade i Catalogue of Life.